# Nicole van Hooren
Nicole Gerarda Everdina van Hooren (* 11. Juni 1973 in ’s-Hertogenbosch) ist eine niederländische Badmintonspielerin.

## Karriere
Nicole van Hooren nahm 2000 im Damendoppel an Olympia teil. Sie verlor dabei mit Lotte Jonathans erst im Viertelfinale und wurde somit 5. in der Endabrechnung. Bei der Europameisterschaft des gleichen Jahres gewannen beide Bronze. 2001 siegte sie bei den French Open im Damendoppel mit Erica van den Heuvel.

## Sportliche Erfolge
| Saison    | Veranstaltung                                   | Disziplin   | Platz | Name |
| --------- | ----------------------------------------------- | ----------- | ----- | --- |
| 1990      | Niederlande: Einzelmeisterschaften der Junioren | Damendoppel | 1     | Nicole van Hooren / Georgy Trouerbach |
| 1991      | Junioren-Europameisterschaft                    | Mixed       | 2     | Joris van Soerland / Nicole van Hooren |
| 1991      | Junioren-Europameisterschaft                    | Damendoppel | 3     | Nicole van Hooren / Brenda Conijn |
| 1991      | Niederlande: Einzelmeisterschaften der Junioren | Dameneinzel | 1     | Nicole van Hooren |
| 1991      | Niederlande: Einzelmeisterschaften der Junioren | Mixed       | 1     | Joris van Soerland / Nicole van Hooren |
| 1991      | Niederlande: Einzelmeisterschaften der Junioren | Damendoppel | 1     | Nicole van Hooren / Brenda Conijn |
| 1991      | Amor International                              | Mixed       | 1     | Alex Meijer / Nicole van Hooren |
| 1993      | Niederlande: Einzelmeisterschaften              | Mixed       | 1     | Quinten van Dalm / Nicole van Hooren |
| 1995      | Niederlande: Einzelmeisterschaften              | Damendoppel | 1     | Georgy Trouerbach / Nicole van Hooren |
| 1996      | French Open                                     | Damendoppel | 1     | Brenda Conijn / Nicole van Hooren |
| 1996      | Niederlande: Einzelmeisterschaften              | Damendoppel | 1     | Nicole van Hooren / Brenda Conijn |
| 1996      | Welsh International                             | Mixed       | 1     | Quinten van Dalm / Nicole van Hooren |
| 1996      | Welsh International                             | Damendoppel | 1     | Nicole van Hooren / Brenda Conijn |
| 1997      | Niederlande: Einzelmeisterschaften              | Mixed       | 1     | Quinten van Dalm / Nicole van Hooren |
| 1998      | Niederlande: Einzelmeisterschaften              | Mixed       | 1     | Quinten van Dalm / Nicole van Hooren |
| 2000      | Indonesian Open                                 | Damendoppel | 2     | Nicole van Hooren / Lotte Jonathans |
| 2000      | Taiwan Open                                     | Damendoppel | 5     | Nicole Van Hooren / Lotte Jonathans |
| 2000      | Europameisterschaft                             | Damendoppel | 3     | Nicole van Hooren / Lotte Jonathans |
| 2000      | Thailand Open                                   | Damendoppel | 3     | Lotte Jonathans / Nicole Van Hooren |
| 2000      | Olympia                                         | Damendoppel | 5     | Lotte Jonathans / Nicole van Hooren |
| 2001      | Niederlande: Einzelmeisterschaften              | Mixed       | 1     | Dennis Lens / Nicole van Hooren |
| 2001      | Dutch International                             | Damendoppel | 1     | Nicole van Hooren / Erica van den Heuvel |
| 2001      | French Open                                     | Damendoppel | 1     | Erica van den Heuvel / Nicole van Hooren |
| 2001      | Croatian International                          | Damendoppel | 1     | Erica van den Heuvel / Nicole van Hooren |
| 2001      | Niederlande: Einzelmeisterschaften              | Damendoppel | 1     | Nicole van Hooren / Lotte Jonathans |
| 2001/2002 | Deutsche Mannschaftsmeisterschaft               | Mannschaft  | 3     | GW Wiesbaden (Mark Constable, Klaus Ebeling, Darren Hall, Michael Helber, Jon Holst-Christensen, Rexy Mainaky, Yoseph Phoa, Oliver Pongratz, Richard Vaughan, Arnd Vetters, Karina de Wit, Lotte Jonathans, Heike Laufer, Nicole Phoa, Nicole van Hooren) |